# Боб Вайнштейн
Роберт «Боб» Вайнштейн (*1954) — американський кіно- і театральний продюсер, засновник і голова Dimension Films, колишній співголова Miramax Films, а також нинішній голова з братом Гарві Вайнштайном у The Weinstein Company.